# Namhae Chachaung
Namhae Chachaung (koreanisch 남해차차웅; Hanja: 南解次次雄; * ?; † 24) war von 4 bis 24 n. Chr. der zweite König Sillas. Er war der älteste Sohn von Hyeokgeose Geoseogan und seiner Ehefrau Alyeong (閼英). Seine Frau hieß Unje (雲帝).
Er hatte eine jüngere Schwester namens Aro (阿老), die auch die oberste Schamanin von Silla war. Namhae ist der einzige König, der den Titel Chachaung trug. In den Legenden der Drei Königreiche (Samguk Yusa) wird dieser Titel mit Geoseogan, dem Titel, den sein Vater innehatte, gleichgesetzt. Kim Dae-mun erklärt in der Chronik der Drei Königreiche (Samguk Sagi), dass der Titel „Schamane“ bedeute.

## Leben und Herrschaft
Im Jahr 6 n. Chr. errichtete er einen Schrein für seinen kürzlich verstorbenen Vater Hyeokgeose. Im Jahr 8 n. Chr. verheiratete er seine älteste Tochter Ahyo (阿孝夫人) mit dem künftigen Nachfolger Talhae. Im Jahr 14 n. Chr. wehrte er Invasionen von Wa (倭; frühe Bewohner von Japan) und Lelang (樂浪) ab. Er verstarb im 21. Jahr seiner Herrschaft und wurde in Sareung-won (蛇陵園) beigesetzt.
Namhae hatte drei Kinder, seinen ältesten Sohn und Nachfolger Yuri Isageum (儒理尼師今), einen jüngeren Sohn Naro oder Naero (奈老), eine Tochter Ahyo und eine weitere Tochter, dessen Namen unbekannt ist.